# Francisco Luis Brines Ferrer
Francisco Luis Brines Ferrer (Simat de Valldigna, Valencia), más conocido como Coeter II, es un pelotari valenciano, mitger en la modalidad de raspall. Es hermano del también campeón, Miquel, Coeter I.
En las elecciones municipales de 2007 se presentó en las listas del Bloc Nacionalista Valencià de su pueblo, sin resultar elegido.

## Palmarés
- Campeón del Individual de Raspall: 2006
  - Subcampeón individual: 2008 y 2009
- Campeón por equipos de raspall: 2010
  - Subcampeón per equipos: 2001 y 2008
- Campeón del Trofeu Gregori Maians de Oliva: 2009

.2013 Campeón del XXVII Trofeu Individual Bancaixa de raspall – Trofeu President de la Generalitat Valenciana. Campeón del Trofeu Mancomunitat de municipis de la Safor: 2006, 2008 i 2009
- - Subcampeón del Trofeu Mancomunitat de municipis de la Safor: 2010
- Campeón del XXVII Trofeu Individual Bancaixa de raspall – Trofeu President de la Generalitat Valenciana de 2013.